# 23798 Samagonzalez
23798 Samagonzalez là một tiểu hành tinh vành đai chính với chu kỳ quỹ đạo là 1239.4800849 ngày (3.39 năm).
Nó được phát hiện ngày 17 tháng 8 năm 1998.